# Rocco Clein
Rocco Clein (* 20. Juli 1968 in München; † 1. Februar 2004 in Köln; bürgerlich Stefan Bickerich) war ein deutscher Musikjournalist und Musiker.

## Leben
Im Alter von 17 Jahren gründete er seine erste Band, die Oxalic Lynxs, mit der er einige Platten veröffentlichte. Clein schrieb unter anderem für die Musikzeitschriften Visions und Spex sowie für das Jugendmagazin jetzt der Süddeutschen Zeitung. Er wurde vor allem durch seine Sendungen bei den Musiksendern VIVA und VIVA Zwei bekannt. Als Redakteur der Sendung Wah Wah auf diesem Sender hatte Clein maßgeblichen Anteil daran, die deutsche Independent-Musik-Szene einer breiteren Öffentlichkeit bekannt zu machen. Mehrmals moderierte er das in Neustrelitz stattfindende Immergut Festival sowie die Rheinkultur in Bonn. Im Jahr 2000 erhielt er für das Video „Black Fez“ von den Euroboys den norwegischen Grammy.
Er starb am 1. Februar 2004 im Alter von 35 Jahren an den Folgen einer Hirnblutung. Am 5. Februar wurde er in Bonn-Oberkassel beerdigt, sein Grabstein trägt die Inschrift „Always on my mind“. Er hinterließ zwei Kinder.

## Diskografie
- Oxalic Lynxs – Baby 'till the End of Time (7″-EP)
- Oxalic Lynxs – Absolut (7″-Single)
- Oxalic Lynxs – Drunk Drive (LP)
- The Timelapse – It's Child's Play (7″-Single)
- The Timelapse – Functional Sounds (7″-Single)
- The Timelapse – Timelapse Now (LP)
- The Timelapse – Desintegration Machine Strikes (LP)
- Helter Skelter – For Play (Rocco Clein spricht das Intro der CD)